# Pierre Agostini
Pierre Agostini (phát âm tiếng Pháp: [pjɛʁ aɡɔstini]
Pierre Agostini (sinh ngày 23 tháng 7 năm 1941) là một nhà vật lý thực nghiệm người Pháp, và giáo sư danh dự tại Đại học bang Ohio, nổi tiếng với công trình nghiên cứu tiên phong về vật lý laser trường mạnh và khoa học atto giây. Ông đặc biệt được biết đến với việc quan sát sự ion hóa trên ngưỡng và phát minh ra kỹ thuật RABBITT (tái tạo nhịp đập atto giây bằng sự giao thoa của các chuyển đổi hai photon) để mô tả các xung ánh sáng atto giây.. Năm 2001, Pierre Agostini thành công trong việc sản xuất và nghiên cứu một chuỗi xung ánh sáng liên tục, trong đó mỗi xung kéo dài chỉ 250 atto giây. 
Đóng góp của ông cùng 2 nhà khoa học khác Ferenc Krausz và Anne L'Huillier cho phép nghiên cứu những quá trình diễn ra nhanh đến mức trước đó không thể theo dõi. Ông đã cùng 2 nhà khoa học khác Ferenc Krausz và Anne L'Huillier được trao giải Nobel Vật lý năm 2023.

## Học vấn và sự nghiệp
Pierre Agostini sinh ra ở Tunis, thuộc Tunisia thuộc Pháp, vào ngày 23 tháng 7 năm 1941. Ông nhận bằng baccalauréat tại trường Quân đội Quốc gia Prytanée năm 1959 ở La Flèche, Pháp.